# Mark Kingsland
Mark Lyle Kingsland (* 14. Juli 1970 in Sydney) ist ein ehemaliger australischer Radrennfahrer und nationaler Meister im Radsport.

## Sportliche Laufbahn
Kingsland war im Bahnradsport aktiv. Bei den Bahnradsport-Weltmeisterschaften 1990 in Maebashi wurde er gemeinsam mit Stephen McGlede, Brett Aitken und Darren Winter Dritter in der Mannschaftsverfolgung. 1990 siegte er in der nationalen Meisterschaft in der Einerverfolgung vor Darren Winter. 1991 konnte er den Titel verteidigen.
Bei den Commonwealth Games 1990 kam er auf den zweiten Rang in der Einerverfolgung sowie in der Mannschaftsverfolgung. Kingsland war Teilnehmer der Olympischen Sommerspiele 1992 in Barcelona. Dort wurde er Vierter in der Einerverfolgung.